# 지랄 (영화)
지랄은 이환 감독의 단편 영화이다. 아시안핫샷베를린영화제와 대단한 단편영화제에 상영되었다.